# Memorial dos Mártires da Deportação de 1944
O Memorial dos Mártires da Deportação de 1944 (em checheno: 1944 шарахь дIабохийначеран хIоллам, em russo: Мемориал жертвам депортации 1944 года) era um memorial no centro de Grozny, capital da Chechênia, inaugurado no verão de 1992 em memória às vitimas do genocídio cometido pelo regime de Stalin contra os chechenos durante a sua partida forçada para a Ásia central em fevereiro de 1944.

## Histórico

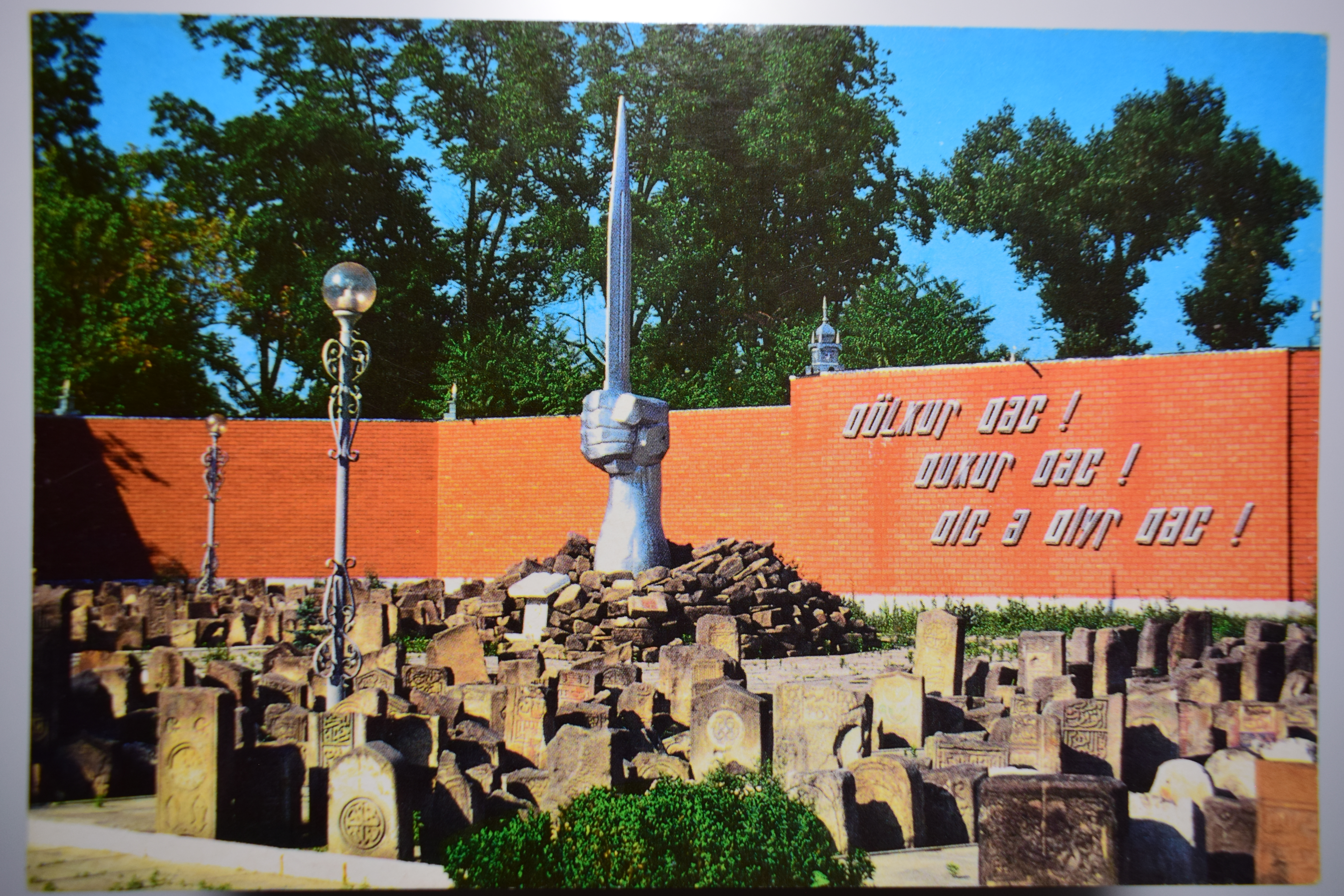
Cartão com a imagem do Memorial.

Parcialmente destruído sob os bombardeamentos do exército russo durante o período de 1994-1996 e 1999-2000, o complexo comemorativo foi ainda mais danificado durante uma tentativa das autoridades de demoli-lo em 2008. A indignação dos defensores dos direitos humanos face a esse ato de "barbarismo" e "vandalismo" salvou então "o único monumento inteiramente checheno da cidade" da demolição completa. O monumento, considerado como simbolo separatista, está envolto por uma cerca que o impossibilita de ser visto pelo lado de fora.

Em fevereiro de 2014, às vésperas do 70° aniversário da deportação do povo checheno, o monumento foi secretamente destruído por "ordem vinda de cima". As pedras do monumento foram levadas para a praça Akhmad Kadyrov e depositadas ao lado de lápides de granito que honra as perdas do poder local pro-russo.